# الصحافة (الولايات المتحدة)
الصحافة هي الصحيفة العربية الأمريكية الوحيدة على مستوى ولاية أوهايو. وقد عملت بهدف كشف المفاهيم الخاطئة حول العرب وتبديد التحيز. إن هدفها المتمثل في كشف القضايا التي نادرًا ما تتم مناقشتها على شبكات التلفزيون والقنوات الفضائية الأمريكية يجعلها أول صحيفة في أوهايو تصور القضايا التي تهم الأمريكيين العرب. وقد كتب الكتاب بأسلوب محايد، ويسعون إلى تجنب الانحياز إلى أي طرف سياسي، ويركزون بدلًا من ذلك على توفير السياق للسياسة العربية فضلًا عن التقاليد الثقافية.

## التاريخ والملكية
فاتنة صالح الدين، أمريكية من أصل لبناني، هي صاحبة وناشرة مجلة الصحافة.
الصحافة هي صحيفة بحجم نصفي. تُنشر في أول ثلاثاء من كل شهر، وهي متاحة أيضًا عبر الإنترنت. بالإضافة إلى التحرير، فإن فاتنة هي المؤسسة والرئيسة التنفيذية. الصحافة هي المجلة الأولى من نوعها، حيث تقدم للقراء نطاقًا واسعًا من الأحداث العربية الأمريكية والأخبار والمعالم الثقافية والافتتاحيات المميزة والمنظور العربي للسياسة. وتُنشر باللغة الإنجليزية.
في البداية كان الجمهور المستهدف لصحيفة الصحافة هم العرب الأميركيين، لكن أحداث الحادي عشر من أيلول جلبت فضول كل المجتمعات التي أرادت معرفة المزيد عن العرب والشرق الأوسط.
منذ إطلاق مجلة الصحافة، نمت لتشمل التوزيع على مستوى الولاية.
كل شهر تُوضَع 150 ألف نسخة من لبصحيفة بشكل استراتيجي في جميع أنحاء ولاية أوهايو في قاعة المدينة والبنايات الحكومية في وسط المدينة، والمدارس الثانوية والمتوسطة، والكليات، والمكتبات، ومحطات الأخبار، والمستشفيات، ومكاتب المحاماة، والمخبزات، والفنادق، والمطارات، والمطاعم ومحلات القهوة. هناك أيضًا قاعدة كبيرة من الاشتراك من حوالي 15,000 تُرسَل خارج ولاية أوهايو كل شهر ، وكذلك، إلى جميع السفارات والمواقع الهامة سياسيًّا في واشنطن العاصمة، والكليات المعترف بها على الصعيد الوطني، والمنظمات الأمريكية العربية والشركات التي تعمل في الشرق الأوسط.

## المشاركة المجتمعية
أقامت الصحافة شراكة مع عدد من الجامعات بما في ذلك جامعة كيس ويسترن ريزيرف في ولاية أوهايو لربط طلاب الجامعات بالمجتمع العربي وتزويدهم بفرصة العمل في إحدى الصحف. بالإضافة إلى ذلك، فهم يعملون مع WVIZ [الإنجليزية] /PBS وWCPN [الإنجليزية] /NPR لدعم جهودهم في جمع التبرعات. فاتنة هي عضو في المجلس الاستشاري لقافلة الصداقة بالإضافة إلى عدد من المجموعات الاجتماعية العربية الأمريكية بما في ذلك:
- المركز العربي الأمريكي للخدمات الاقتصادية والاجتماعية
- العرب الأمريكيون في وسط أوهايو
- اللجنة العربية الأمريكية لمكافحة التمييز [الإنجليزية]
- منظمة كليفلاند الأمريكية للشرق الأوسط
- غرفة التجارة اللبنانية الأمريكية
- رابطة الفتيات اللبنانية السورية.

## الإنجازات
منذ تغطيتها للانتخابات الرئاسية عام 2004، أصبحت الصحافة المراسلة الوحيد في ولاية أوهايو لقناة الجزيرة الإنجليزية. بالإضافة إلى ذلك، تلقت الصحافة الثناء من عدد من المصادر بما في ذلك صحيفة لوفيجارو الفرنسية، وطبعة فوربس للشرق الأوسط وصحيفة لا ستامبا الإيطالية. كما كرمت مؤسسة مجتمع المرأة فاتنة باعتبارها امرأة استثنائية في كليفلاند في عام 2004.

## النقد والجدل
ورغم أن الأهداف الأولية للصحيفة كانت التركيز على الناس، وليس السياسة، فإن الاضطرابات العالمية الأخيرة دفعت الصحيفة إلى تناول غزو العراق والقضية الفلسطينية. وقد أثار مقالها الذي نشر في مارس/آذار 2003 تحت عنوان «لماذا يتوق بوش إلى الذهاب إلى الحرب؟ (بالإنجليزية: Why is Bush so eager to go to war?)» جدلًا واسع النطاق في مجتمع أوهايو. وكتب العديد من السكان منتقدين الصحيفة لتشكيكها في أسباب بوش لشن الحرب ورفضها الولاء لأمريكا أولًا وحنينها لأصولها العربية. دافعت الصحيفة عن تصرفاتها، مؤكدة أن حرية التعبير هي حجر الزاوية في الديمقراطية الأمريكية. واستمرت تغطيتها الإضافية لحرب العراق في إثارة الجدل واتهمت بإظهار تحيز عراقي وعربي.
الهدف من الصحيفة هو عدم التركيز على السياسة وعدم تقديم "وجهات نظر متطرفة". يُطبع بيان مهمتها في الصفحة الثالثة من كل عدد، وينص على أن "هذه المطبوعة لا تتسامح، ولن تتسامح، مع أي شكل من أشكال الازدراء الديني أو التمييز ضد مواطني بلدانهم الأصلية في الشرق الأوسط. كلنا نعبد الله". ومع ذلك، اتُهمت صفحة التحرير باحتوائها على آراء متطرفة، ورغم أنها لا تدعو إلى العنف، إلا أن صفحاتها غالبًا ما تتضمن تعليقات مؤيدة للفلسطينيين ما جعل الصحيفة عُرضةً لازدراء السياسيين الأمريكيين. ومع ذلك، فإن الصحيفة توضح أن الآراء الواردة في الصفحة الافتتاحية لا تعكس آراء الصحيفة.
بعد اغتيال رئيس الوزراء اللبناني رفيق الحريري في 14 فبراير/شباط 2005، وثورة الأرز التي أعقبت ذلك، دعت فاتنة صالح الدين اللبنانيين إلى إنهاء الصراعات الداخلية والتوحد حول لبنان ديمقراطي. كما تحدت الرئيس اللبناني واتهمته بالفشل في اتخاذ الإجراءات اللازمة لمعالجة الأخطاء الفادحة التي ارتكبت في الاغتيالات السابقة.
يوفر عمود النصائح، "كوزن كادين"، (كادين تعني "الروح القديمة") منفذًا للشباب العربي المرتبك الذي يحاول التعامل مع القيم الأميركية والشرق أوسطية المتضاربة. ورغم أن هذا المقال يتجاوز في كثير من الأحيان الحدود الثقافية العربية، إلا أن بعض الأميركيين ما زالوا يعتبرونه محافظًا. ويقدم نصائح للتعامل مع الصراع الثقافي، وكثيرًا ما ينتقده كبار السن من العرب الأميركيين باعتباره ليبراليًّا للغاية.